# Lagynochthonius curvidigitatus
Lagynochthonius curvidigitatus är en spindeldjursart som beskrevs av Volker Mahnert 1997. Lagynochthonius curvidigitatus ingår i släktet Lagynochthonius, och familjen käkklokrypare. Inga underarter finns listade i Catalogue of Life.